# Rudolf Eugeniusz Dreszer
Rudolf Eugeniusz Dreszer, poljski general, * 1891, † 1958.